# Russisch
Het Russisch (русский язык; transliteratie: roesski jazyk; Russische uitspraak: ['ru.skʲɪj jɪ.'zɨk]) is een van de grootste talen ter wereld en de grootste in Europa. Het behoort tot de Indo-Europese taalfamilie en binnen die familie tot de Slavische talen. Het Russisch vormt samen met het Oekraïens en het Wit-Russisch de Oost-Slavische taalgroep.

## Status en geografische verspreiding
Het Russisch is de officiële taal van de Russische Federatie en een van de werktalen van de VN. Russisch is bovendien co-officieel in Kazachstan (naast het Kazachs), Kirgizië (naast het Kirgizisch), Wit-Rusland (naast het Wit-Russisch) en in de niet-erkende ministaat Transnistrië (naast het Moldavisch en het Oekraïens). Naast het Russisch wordt in Rusland nog een honderdtal andere talen gesproken, waaronder Mordwiens, Tsjetsjeens, Tataars, Kirgizisch, Basjkiers. Deze talen zijn noch verwant aan het Russisch, noch aan andere Indo-Europese talen. In de Sovjet-Unie werd het Russisch als lingua franca gebruikt en in sommige voormalige Sovjetrepublieken heeft de taal die status nog altijd, zij het in mindere mate.
In Europa is er een aanzienlijk aantal Russischtaligen in onder meer Estland (± 25% van de bevolking), Georgië, Letland (± 28%), Litouwen, Moldavië en Oekraïne (± 30%). In geen van deze landen heeft het Russisch echter een officiële status.

## Taaldag van de Verenigde Naties
De officiële taaldag van de Verenigde Naties voor het Russisch wordt wereldwijd gevierd op 6 juni.

## Geschiedenis

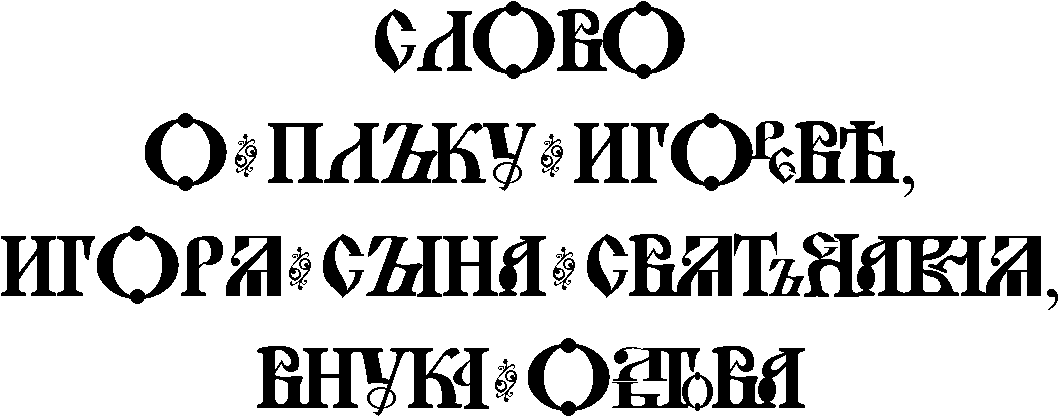
Het Igorlied, een van de oudst bekende literaire teksten

Men veronderstelt dat in het tweede millennium voor Chr. binnen de Indo-Europese taalfamilie het Protoslavische dialect ontstond, dat zich los had gemaakt uit de Balto-Slavische groep. In het eerste millennium na Chr. heeft het Protoslavisch zich getransformeerd in het Oerslavisch. In de 6e-7e eeuw viel de taal uiteen in drie groepen dialecten: de Oost-Slavische, de West-Slavische en de Zuid-Slavische groep. Uit de Oost-Slavische dialecten ontstonden in de 14e-15e eeuw het Russisch (Groot-Russisch), het Oekraïens (Klein-Russisch) en het Wit-Russisch. In de 16e-17e eeuw ontstonden er Noord- en Zuid-Russische dialecten en Middelgrootrussische overgangsdialecten.
De oudste schriftelijke bronnen in de geschiedenis van het Russisch zijn de Codex van Novgorod (eerste kwart 11de eeuw), het Ostromir-evangelie (1056/57) in het Kerkslavisch en korte brieven op berkenbast (vanaf de 11de eeuw) in Oudnovgorods dialect. In de middeleeuwen werd de discrepantie tussen geschreven en gesproken taal steeds groter, doordat men in de literatuur gebruik bleef maken van een archaïsch Russisch dat sterk leunde op het Kerkslavisch, terwijl de gesproken taal zich verder ontwikkelde. Het autobiografische "Leven" van aartspriester Avvakoem Petrov uit de tweede helft van de 17e eeuw was geschreven in de gesproken volkstaal en daarmee het eerste werk van de moderne Russische literatuur.
Michail Lomonosov legde de grondslag voor het moderne Russisch in de tweede helft van de 18e eeuw; Nikolaj Karamzin schiep eind 18e eeuw de literaire norm waarop Aleksandr Poesjkin verder kon bouwen. De hedendaagse Russische literaire taal is rond 1800 ontstaan op basis van het Moskouse dialect.
In de Russische woordenschat zijn veel leenwoorden terug te vinden vinden uit met name het Frans, Duits, Latijn en uit enkele Turkse talen zoals het Tataars.
Het Russisch heeft een grote invloed ondergaan van het Kerkslavisch, wat ertoe geleid heeft dat er nog steeds veel zogeheten Kerkslavismen in het moderne Russisch kunnen worden gevonden.

## Alfabet
Het Russisch maakt gebruik van een variant van het cyrillische alfabet, dat in zijn huidige vorm bestaat sinds 1918, toen het alfabet werd hervormd en enkele lettertekens zijn afgeschaft. De laatste grote spellingshervorming is doorgevoerd in 1956. Het huidige Russische cyrillische alfabet telt 33 letters:
| А а | Б б | В в | Г г | Д д | Е е | Ё ё | Ж ж | З з | И и | Й й |
| К к | Л л | М м | Н н | О о | П п | Р р | С с | Т т | У у | Ф ф |
| Х х | Ц ц | Ч ч | Ш ш | Щ щ | Ъ ъ | Ы ы | Ь ь | Э э | Ю ю | Я я |

## Fonetiek en fonologie

Wereldwijd het gebruik van het Russisch
Landen met het Russisch als officiële taal
Landen waar het Russisch veel gesproken wordt

Het Russische klanksysteem kent 5 klinkers en 36 medeklinkers. Het Russische klanksysteem heeft twee kenmerkende eigenschappen: vocaalreductie en een fonologische oppositie tussen "harde" en "zachte" medeklinkers.

### Harde en zachte medeklinkers
De meeste medeklinkers komen voor in een zogenaamde harde en zachte (gepalataliseerde) variant. Het verschil tussen hard en zacht is betekenisonderscheidend en weerspiegelt zich in de spelling. Bij de uitspraak van een gepalataliseerde medeklinker beweegt de tong zich naar het harde verhemelte, waardoor een lichte j-klank te horen is. Zo klinkt de zachte n zoals de nj (ɲ) in het Nederlandse woord "oranje".

### Klinkerreductie
De beklemtoonde lettergreep wordt halflang uitgesproken, de niet beklemtoonde lettergrepen kort. Het woordaccent heeft in het Russisch grote gevolgen voor de uitspraak; dit verschijnsel wordt vocaalreductie genoemd. Door vocaalreductie worden sommige onbeklemtoonde klinkers, die in beklemtoonde positie onderling verschillend klinken, op dezelfde manier - minder geprononceerd, "doffer" - uitgesproken. Reductie treedt na harde medeklinkers op bij de /o/ en de /a/ (die samenvallen tot [a] of [ə]); na zachte medeklinkers vallen de /e/, /a/ en /i/ samen tot een korte i. De /u/ en de y kennen geen reductie.
Hoe verder een klinker van de beklemtoonde lettergreep af staat, hoe meer hij onderhevig is aan reductie, klinkers ná de klemtoon worden meestal volledig gereduceerd. Zo wordt een onbeklemtoonde o uitgesproken als [a] als hij vlak voor de beklemtoonde lettergreep staat; staat hij verder weg, klinkt hij als [ə]. Het woord молоко́ ("melk") wordt zodoende uitgesproken als [məla'ko], во́дка (vodka, "wodka") als ['votkə]. Klinkers aan het begin van een woord worden echter niet volledig gereduceerd: автома́т klinkt als [aftamat].

### Auslautverhärtung
Net als in het Nederlands worden stemhebbende medeklinkers aan het einde van een woord stemloos; een woord als хлеб (chleb, "brood") klinkt daardoor als chlep, юг (joeg, "het zuiden") als joek.
Als een stemhebbende en een stemloze medeklinker botsen treedt er regressieve assimilatie op (regressief = van achter naar voren). Dit wil zeggen dat de gehele cluster ofwel stemhebbend wordt, ofwel stemloos, afhankelijk van de laatste medeklinker: dk (stemhebbend-stemloos) bijvoorbeeld wordt [tk] (stemloos) in водка (vodka), vt wordt [ft] in автомат (avtomat). Andere voorbeelden zijn с Борисом (s Borisom, "met Boris"), waarin sb (stemloos-stemhebbend) als [zb] (stemhebbend) uitgesproken wordt, en отзыв (otzyv, o.a. "recensie"), waarin tz tot dz geassimileerd wordt.

## Grammatica

### Naamvallen
Het Russisch is een taal die een hoge mate van flexie kent; dit betekent dat woorden veranderen al naargelang hun grammaticale functie in de zin. Hierbij vervullen de naamvallen een sleutelrol. Het hedendaagse Russisch kent zes naamvallen: nominatief, genitief, datief, accusatief, instrumentalis en prepositionalis/locatief. Het Russisch kent drie woordgeslachten: mannelijk, vrouwelijk en onzijdig, die in de regel morfologisch gemarkeerd zijn. In de verbuiging wordt onderscheid gemaakt tussen de geslachten en tussen enkelvoud en meervoud, wat resulteert in een groot aantal uitgangen. Bij de hoofdtelwoorden twee, drie en vier wordt het zelfstandig naamwoord in de genitief enkelvoud geplaatst, wat als een overblijfsel van een dualis wordt beschouwd. Het Russisch kent geen lidwoorden, maar kan middels woordvolgorde bepaaldheid of onbepaaldheid uitdrukken.

### Werkwoorden
Het Russische werkwoord kent drie tijden: de tegenwoordige, verleden en toekomende tijd. De tegenwoordige en toekomende tijd worden vervoegd naar persoon (1e, 2e, 3e) en getal; iedere persoon heeft zijn eigen uitgang, waardoor het persoonlijk voornaamwoord meestal kan worden weggelaten. In de verleden tijd wordt onderscheid gemaakt tussen mannelijk, vrouwelijk, onzijdig enkelvoud enerzijds en meervoud anderzijds. Er zijn twee typen vervoegingen, hoewel binnen deze hoofdtypen afzonderlijke vervoegingen zijn aan te wijzen. Een van de moeilijkste onderdelen van de Russische grammatica is het aspect. Men onderscheidt het imperfectieve en perfectieve aspect. De meeste werkwoorden bestaan in twee varianten, een imperfectieve en een perfectieve vorm, die samen een aspectpaar worden genoemd. Het imperfectieve aspect beziet de handeling op zich, het perfectieve aspect beziet de handeling in een context van situatiewisseling of resultaat.
Ter illustratie: het werkwoord "openen" bestaat in twee vormen: открывать (otkryvat') (imperfectief) en открыть (otkryt') (perfectief). In de zin Я долго открывал дверь, но не открыл её (Ja dolgo otkryval dver', no ne otkryl jejo) ("Ik was lang bezig de deur te openen maar heb haar niet geopend") wordt voor de handeling van het openen het imperfectieve werkwoord gebruikt en voor het aangeven van het uitblijven van resultaat - het perfectieve werkwoord.
De gebiedende wijs komt eveneens voor in een perfectieve en een imperfectieve variant; hier heeft het aspect niet zelden een modaliteitsfunctie.
Het Russisch kent dertien werkwoorden van beweging; ieder werkwoord komt in twee varianten voor: de ene variant drukt gerichte of concrete beweging uit (van A naar B, of op een concreet moment), de andere variant ongerichte of abstracte beweging (in meerdere richtingen, eenmalig; in één of meerdere richtingen, niet eenmalig). Zo heeft het werkwoord rijden twee varianten: ехать (echat) (gericht) en ездить (ezdit) (ongericht). "Hij rijdt naar Moskou" kan dus op twee manieren uitgedrukt worden:
Он едет в Москву (On edet v Moskvu) (gericht: hij rijdt op dit moment naar Moskou) en Он ездит  в Москву (On ezdit v Moskvu) (ongericht: hij rijdt regelmatig naar Moskou).

### Woordvolgorde
Het Russisch is een taal met SVO-volgorde, hoewel de woordvolgorde niet strikt vastligt. Het Russisch gebruikt de woordvolgorde om informatie binnen de zin hiërarchisch te structureren; dit wordt abusievelijk vaak aangezien voor een vrije woordvolgorde.

## Dialecten
In het Europese deel van Rusland onderscheidt men doorgaans drie dialectgroepen: Noord-, Centraal- en Zuid-Russische dialecten, waarbij de Centraal-Russische dialecten als overgangsdialecten worden beschouwd omdat deze zowel Noord- als Zuid-Russische elementen bevatten.
Hoewel het areaal van deze dialecten enorme afmetingen heeft, zijn de verschillen met het standaardrussisch (de Moskouse norm) niet dusdanig, dat dialectsprekers onverstaanbaar zijn voor iemand uit Moskou. Het is opmerkelijk dat in dit opzicht de verschillen niet zo groot zijn als in het Nederlandse taalgebied, waar velen moeite hebben om bijvoorbeeld Gronings of West-Vlaams dialect te verstaan. Als gevolg van unificatie door het onderwijs in de Sovjetperiode en de trek naar de steden is er bij veel dialecten een verval ingetreden; de jongste generatie spreekt vaak geen dialect meer, maar Standaardrussisch met dialectelementen of met een dialectsubstraat. Met name op het gebied van uitspraak en intonatie bestaan er nog verschillen ten opzichte van de Russische standaardtaal.

### Noord-Russische dialecten
Ten noordoosten van de lijn Ladogameer-Veliki Novgorod-Jaroslavl treft men dialecten aan die als belangrijkste kenmerk okanje (оканье - "o zeggen") hebben: de onbeklemtoonde o wordt niet gereduceerd, maar uitgesproken als [o] (zie de sectie vocaalreductie). Voorts zijn kenmerkend een gutturale g en een harde t in de uitgang van de derde persoon (enkelvoud en meervoud) van het werkwoord (overeenkomend met de standaardtaal). Onder de Noord-Russische dialecten onderscheidt men de volgende subgroepen: de dialectengroep van Ladoga en Tichvin, van Kostroma, van Vologda, van Onega en van Belozersk.
Tot ongeveer 1950 weken de Noord-Russische dialecten ook qua lexicon sterk af van het Russisch dat men elders in Rusland sprak. Door de geïsoleerde ligging van veel streken hadden met name deze dialecten veel archaïsmen behouden. De dialecten die in de Oeral gesproken worden kunnen ook tot de Noord-Russische groep worden gerekend.

### Centraal-Russische dialecten
De noordelijke grens van hun areaal loopt van Sint-Petersburg via Novgorod en Ivanovo tot Nizjni Novgorod en Tsjeboksary, de zuidelijke grens loopt van Velikije Loeki via Moskou tot Penza. Deze dialecten zijn overgangsdialecten. In het oosten wordt een onbeklemtoonde o als [o] uitgesproken, in het westen als een [a]; dit verschijnsel wordt akanje (аканье - "a zeggen") genoemd. Men onderscheidt de volgende subgroepen: West-Centraal-Russisch van Pskov, West-Centraalrussisch van Novgorod, Oost-Centraal-Russisch van Moskou en omstreken, Oost-Centraal-Russisch van Jegorevsk en omgeving, Oost-Centraal-Russisch van Temnikov en omgeving en Oost-Centraal-Russisch van het gebied rond Vladimir tot aan de Wolga.

### Zuid-Russische dialecten
De areaalgrens van deze dialecten ligt ten zuiden van Velikije Loeki en loopt via Rjazan tot Tambov. In deze dialecten wordt de onbeklemtoonde a  als een [a] uitgesproken, kent men een fricatieve g en een zachte t in de derde persoon van het werkwoord, waar de standaardtaal een harde t heeft. Binnen deze groep zijn er drie subgroepen: de dialectengroep van Rjazan, van het Dnjepr-gebied en van Oskol.
Werkelijk afwijkende vormen van het Russisch vindt men vooral onder andere etnische groepen in de voormalige Sovjet-Unie. Tijdens het keizerrijk werd er vanuit Moskou een agressieve russificatiepolitiek gevoerd, die in de Sovjettijd bij tijd en wijle werd voortgezet. Hierdoor is het Russisch veel te horen in met name de steden en onder de hoogopgeleide bevolking. Met de Slavische zustertalen het Wit-Russisch en het Oekraïens vormde het Russisch de mengtalen Trasjanka resp. Soerzjyk.

## Wisselwerking met het Nederlands

### Nederlands en Duits in de Russische taal
Door de interesse van tsaar Peter de Grote in de Nederlandse scheepvaart zijn er meerdere Nederlandse woorden - met name termen uit de scheepvaart - in het Russisch beland:
- achterstag - ахтерштаг (achtersjtag)
- achtersteven - ахтерштевень (achtersjteven)
- anker - "якорь" (jakor')
- appelsien - "апельсин" (apel'sin)
- bak - бак (bak)
- bakkebaard - бакенбарды (bakenbardy)
- bakstag - бакштаг (baksjtag)
- balsem - бальзам (balzam)
- berghout - бархоут (barchout)
- beting - битенг (biteng)
- boegspriet - бушприт (boesjprit)
- boek - бук (boek)
- boord - борт (bort)
- bootsman - "боцман" (botsman)
- bootsmanmaat - боцманмат (botsmanmat)
- bramsteng - брам-стеньга (bramstenga)
- bramzeil - брамсель (bramsel)
- bras - брас (bras)
- braadspil - брашпиль (brasjpil)
- breefok - брифок (brifok)
- broek - "брюки" (brjoeki)
- dommekracht - "домкрат" (domkrat)
- frak - "фрак" (frak)
- gordijnen - "гардина" (gardina)
- gas - "газ" (gas)
- geitouw - "гитов" (gitov)
- glazuur - "глазурь" (glazoeri)
- gordijn - "Гардина" (gardina)
- griffel - "грифель" (grifel)
- gulden - "гульден" (goelden)
- haven - "гавань" (gavan)
- jongen - "юнга" (joenga)
- jonker - "юнкер" (joenker')
- kabeltouw - "кабельтов" (kabeltov)
- kajuit - "каюта" (kajoeta)
- kapitein - "капитан" (kapitan)
- koetsier - "кучер" (koetsjer)
- kombuis - "камбуз" (kamboez)
- kiel - "киль" (kil')
- loodsman - "лоцман" (lotsman)
- luik - "люк" (ljoek)
- magazijn - "пакгауз" (pakgaoes)
- makreel - "макрель" (makrel)
- mast - "мачта" (matsjta)
- matroos - "матрос" (matros)
- noord - "норд" (nord)
- oost - "ост" (ost)
- oranje (of sinaasappel/appelsien) - "оранжевый" (orandzjeviy)
- paraplu - "зонтик" (zontik, van het woord: zonnedek)
- ploeg - плуг (ploeg)
- romp - "ромп" (romp)
- ruim - "трюм" (trjoem)
- schaal - шкала (sjkala)
- schipper - "шкипер" (sjkiper)
- sergeant - "вахмистр" (vachmistr)
- sinaasappel/appelsien - "апельсин" (apelsin)
- slang - шланг (sjlang)
- sluis - "шлюз" (sjljoez)
- snoer - "шнур" (sjnoer)
- spuigat - "шпигат" (sjpigat)
- stag - штаг (sjtag)
- stal - сталь (stal)
- standaard - стандарт (standart)
- steven - "штевень" (sjteven)
- stoel - "стул" (stoel)
- stropdas - "галстук" (galstoek = halsdoek)
- struisvogel - "страус" (straoes)
- stukadoor - "штукатур" (stoekatoer)
- stuurman - "штурман" (sjtoerman)
- trap - "трап" (trap)
- tros - "трос" (tros)
- vaarwater - "фарватер" (farwater)
- vlag - "флаг" (flag)
- vlaggenstok - "флагшток" (flagsjtok)
- voet - "фут" (foet)
- vracht - "фрахт""(fracht)
- werf - "верфь" (verf)
- west - "вест" (vest)
- wimpel - "вымпел" (vympel)
- zuid - "зюйд" (zjoejd)
- zwabber - "швабра" (sjvabra)

Ook is er een groot aantal Duitse woorden in de Russische taal terechtgekomen:
- Butterbrot - бутерброд (boeterbrod)
- Perückenmacher - парикмахер (parikmacher, "kapper")
- Rucksack - рюкзак (rjoekzak)
- Schlagbaum - шлагбаум (sjlagbaum)

### Russische woorden in het Nederlands
Er zijn ook enkele Russische woorden in het Nederlands terechtgekomen. Dit betreft voornamelijk de zogeheten realia, ofwel woorden die op typisch Russische zaken betrekking hebben:
- pierewaaien (пировать (pirovat), feesten)
- glasnost
- perestrojka
- matroesjka
- datsja
- doerak
- oekaze
- intelligentsia
- kosmonaut
- sovjet
- mazout (België)
- mammoet
- steppe